# Савоя-Каринян
Савоя-Каринян (на италиански: Savoia-Carignano) е кадетски клон на Савойската династия, започнал с Томас Франциск Савойски, пети по рождение син на Карл Емануил I Савойски, който през 1620 г. му дава титлата „принц на Кариняно“. След смъртта на краля на Сардиния Карл Феликс Савойски без наследници директният клон на Савоя изчезва и трябва да се върнат към клона Савоя-Каринян, за да се определи наследникът на трона на Кралство Сардиния, даден през 19 век на Карл Алберт Савойски. Следователно всички крале на Италия произлизат от клона Савоя-Каринян.

## Списък на принцовете на Кариняно
- Томас Франциск (* 1596, † 1656), първи принц на Кариняно, съпруг на Мария дьо Бурбон-Соасон
- Емануил Филиберт (* 1628, † 1709), втори принц на Кариняно съпруг на Анджела Мария Катерина д'Есте
- Виктор Амадей I (* 1690, † 1741), трети принц на Кариняно, съпруг на Виктория Франческа Савойска, маркиза на Суза
- Лудвиг Виктор (* 1721, † 1778), четвърти принц на Кариняно, съпруг на Кристина Хенриета Хесен-Райнфелд-Ротенбург
- Виктор Амадей II (* 1743, † 1780), пети принц на Кариняно, съпруг на Джузепина Тереза Лотарингска-Арманяк
- Карл Емануил (* 1770, † 1800), шести принц на Кариняно, съпруг на Мария Кристина Саксонска
- Карл Алберт (* 1798, † 1849), седми принц на Кариняно, съпруг на Мария Тереза фон Хабсбург-Лотарингска. Става крал на Сардиния през 1831 г.

Кадетският клон Савоя-Каринян-Соасон тръгва от клона Савоя-Каринян, чийто прародител е Евгений Маврикий Савойски-Соасон (* 1635, † 1673), син на Томас Франциск Савойски и Мария дьо Бурбон-Соасон, графиня на Соасон. Майката наследява титлата от брат си Лудвиг, който умира бездетен, и иска да я предаде само на любимия си син Евгений Маврикий. Той има пет сина и три дъщери от съпругата си Олимпия Манчини. Сред тях е известен принц Eвгений, военачалник и дипломат в служба на Хабсбургите на Виена. Клонът Савоя-Каринян-Соасон има за свои последни представители Евгений Йоан Франциск, херцог на Опава, който умира през 1734 г., и Евгений Савойски-Каринян-Соасон.

## Принцове на Кариняно
| Име              | Портрет | Раждане | управление от | управление до | Смърт | Баща                    | Герб |
| ---------------- | ------- | ------- | ------------- | ------------- | ----- | ----------------------- | ---- |
| Томас Франциск   |         | 1596    | 1620          | 1656          | 1656  | Карл Емануил I Савойски |      |
| Емануил Филиберт |         | 1628    | 1656          | 1709          | 1709  | Томас Франциск          |      |
| Виктор Амадей I  |         | 1690    | 1709          | 1741          | 1741  | Емануил Филиберт        |      |
| Лудвиг Виктор    |         | 1721    | 1741          | 1778          | 1778  | Виктор Амадей I         |      |
| Виктор Амадей II |         | 1743    | 1778          | 1780          | 1780  | Лудвиг Виктор           |      |
| Карл Емануил     |         | 1770    | 1780          | 1800          | 1800  | Виктор Амадей II        |      |
| Карл Алберт      |         | 1798    | 1800          | 1831          | 1849  | Карл Емануил            |      |

## Списък на кралете на Италия
- Виктор Емануил II
- Умберто I
- Виктор Емануил III
- Умберто II